# Ouyang
Ouyang (spreek uit als [Oow Yang]) is een Chinese achternaam en staat op de 412de plaats van de Baijiaxing. Ook is het een van de weinige Chinese achternamen die uit twee hanzi bestaan.

## Oorsprong
De voorouders van de Ouyangs woonden oorspronkelijk in Zuid-Jiangxi, centraal Hubei en Oost-Henan.

## Nederland
De Nederlandse Familienamenbank geeft de volgende statistieken weer:
| familienaam | aantal in 1947 | aantal in 2007 |
| ----------- | -------------- | -------------- |
| Ouyang      | 0              | 12             |
| Au Yeung    | 0              | 63             |
| Au-Yeung    | 0              | 5              |
| Ojong       | 0              | >5             |
|             | totaal: 0      | totaal: >85    |

## Bekende personen met de naam Ouyang of Au-Yeung
- Ouyang Ziyuan 欧阳自远, Chinese professor uit Jiangxi
- Ouyang Xiu 欧阳修, Chinees dichter
- Ouyang Xun 欧阳询, Chinese kaligraaf
- P. K. Ojong, medeoprichter van de Indonesische krant Kompas
- Jin Au-Yeung 欧阳靖, Amerikaanse rapper van Chinese afkomst
- Bobby Au-Yeung 欧阳震华, Hongkongse TVB acteur